# Рентерея (Тобольск)
Рентерея (Казённая палата) — памятник архитектуры, расположенный в кремле города Тобольска, в ущелье между холмами. Служила в качестве хранилища губернской казны (ясака).

## История
Строительство Рентереи было начато в 1714 году по проекту Семёна Ремезова. Закончено строительство было в 1717 году. Строили палату шведы, пленённые во время Полтавской битвы (отсюда её второе название — «шведская палата») под руководством шведа Ягана. По первоначальному плану предполагалось возведение крепостных ворот с надвратной церковью, посвящённой Дмитрию Солунскому. Однако в дальнейшем от её строительства отказались, хотя на чертежах она присутствует. Здание долгое время использовалось как хранилище городской (и губернской) казны и ясака; с конца XIX века по 1990-е гг. — как архивохранилище. После завершения реставрации (2005 год) в нём планируется разместить музей древнейшей истории и археологии — филиал ТГИАМЗ.